# Halina Chrząszcz-Bartkowiak
Halina Chrząszcz-Bartkowiak (ur. 25 lutego 1932 w Czechowicach-Dziedzicach, zm. 2008) – polska pływaczka, 22-krotna mistrzyni Polski w skokach do wody i trenerka młodzieży.

## Życiorys
W czasie II wojny światowej wywieziona wraz z matką do hitlerowskich obozów pracy w Niemczech. Po wojnie, w 1946 została zawodniczką klubów Stal Katowice i Górnik Czechowice, w 1951 przeniosła się do Warszawy, gdzie rozpoczęła studia w Akademii Wychowania Fizycznego i dołączyła do klubu AZS-AWF. W 1956 przeszła do sekcji skoków do wody Legii Warszawa, której zawodniczką pozostała do końca kariery sportowej w 1960.
W latach 1950–1960 22 razy zdobywała mistrzostwo Polski w skokach do wody z trampoliny i wieży. Zdobyła również srebrny medal na akademickich mistrzostwach świata w skokach do wody. Po zakończeniu kariery przez wiele lat była trenerką młodzieży, pracowała również jako sędzia międzynarodowych zawodów.
Zmarła 24 kwietnia 2008, pochowana została na warszawskim cmentarzu na Wólce Węglowej.